# Стівен Ґрей
Стівен Ґрей (англ. Stephen Gray; 1666 — 7 лютого 1736) — англійський фарбувальник та астроном-любитель, який провів перші систематичні експерименти з електропровідністю й відкрив здатність електрики протікати через провідники, заклав основи поділу матеріалів на провідники та ізолятори. Стівен Ґрей помітив, що електрику можна передавати на доволі значну віддаль за допомогою зволожених ниток і почав досліджувати це явище.

## Нагороди
В 1731 та 1732 роках за свої досліди Ґрей був нагороджений медаллю Коплі — вищою нагородою Лондонського Королівського товариства, ставши її першим лауреатом. Досліди Ґрея продовжили, шукаючи для них теоретичне пояснення, Шарль Франсуа Дюфе та Бенджамін Франклін.